# Mecklenburg-Güstrow
Mecklenburg-Güstrow egy német történelmi állam a mai Mecklenburg-Elő-Pomeránia területén.

## Történelem
A hercegséget 1521-ben alapították, amikor a testvérek V. Henrik és VII. Albert megosztották egymással Mecklenburgot egy schwerini és egy güstrowi részbe (Neubrandenburgi szerződés).
Ezt a hatalommegosztást a birodalmi törvény nem ismerte el.
A két vonal azonban egy közös országgyűlést (Landtag) tartott fenn, amely felváltva Strenbergben  és Malchinban gyűlj össze.
1523-tól a reformáció megjelent Mecklenburgban.
1621-ben a schwerini és a güstrowi hercegség egy természetbeni megosztással választották szét (Fahrenholzi osztási szerződés).
A harmincéves háború alatt Albrecht von Wallenstein 1628. január 19-én mecklenburgi kormányzó, majd 1629. június 16-án herceg lett és Güstrow lett a főváros az egész Mecklenburgnak.
1631-ben, Wallenstein bukása után, az elmenekült II. János Albert visszaköltözött güstrowi rezidenciájába.
Gusztáv Adolf halála 1695-ben utódlási válsághoz vezetett Mecklenburg-Güstrowban. 
II. Adolf Frigyes, Gusztáv Adolf vője, a részhercegséget magának követelte és
I. Frigyes Vilmos  csatolta a részhercegséget. 1701-ben megosztották az güstrowi hercegséget. Úgy a Mecklenburg-Strelitzi hercegséget alapították főleg a stargarid járasbol és a vend járással a Mecklenburg-Schwerini hercegség nagyobb lett (Hamburger Erbvergleich / Hamburg öröklési megállapodás).

## Közigazgatás
- Wendischer Kreis (vend járás):

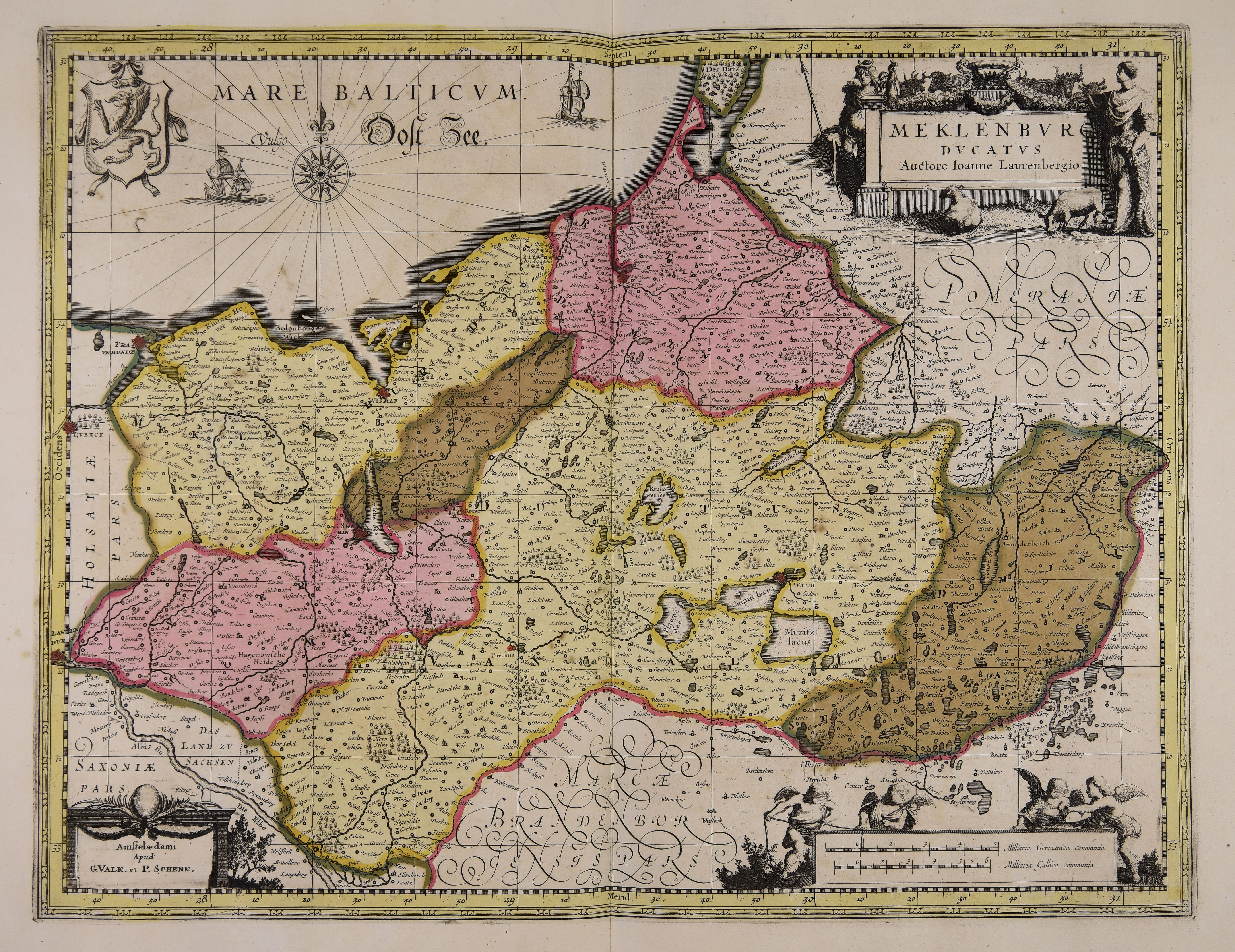
Mecklenburg 1673 után

  - városok: Güstrow, Krakow, Goldberg, Plau, Malchow, Waren, Röbel, Penzlin, Stavenhagen, Malchin, Teterow, Neukalen, Gnoien, Sülze, Marlow, Ribnitz és Schwaan.
  - községi körök (Ämter): Güstrow, Goldberg, Marnitz, Plau, Wredenhagen, Stevenhagen, Neukalden, Dargun, Gnoien, Ribnitz és Schwan.
  - 255  birtokok
- Kreis Stargard (stargadi járás):
  - városok: Neubrandenburg, Friedland, Woldegk, Stargard, Strelitz, Fürstenberg és Wesenberg
  - községi körök (Ämter): Wanzka, Broda, Stargard, Feldberg, Strelitz, Fürstenberg, Wesenberg, Bergfeld, a Heideamt, Mirow és Nemerow
  - 70  birtokok

## Uralkodók
- VII. Albert (1520–1547)
- I. János Albert (1547–1555)
- III. Ulrik (1555–1603)
- I. Karoly (1603–1610)
- II. János Albert (1611–1628, 1631–1636)
- Albrecht von Wallenstein (1628–1631)
- Gusztáv Adolf 1636–1695

## Fordítás
- Ez a szócikk részben vagy egészben  a   Mecklenburg-Güstrow című német Wikipédia-szócikk fordításán alapul.  Az eredeti cikk szerkesztőit annak laptörténete sorolja fel. Ez a jelzés csupán a megfogalmazás eredetét és a szerzői jogokat jelzi, nem szolgál a cikkben szereplő információk forrásmegjelöléseként.
- Ez a szócikk részben vagy egészben  a   Hertogdom Mecklenburg-Güstrow című holland Wikipédia-szócikk fordításán alapul.  Az eredeti cikk szerkesztőit annak laptörténete sorolja fel. Ez a jelzés csupán a megfogalmazás eredetét és a szerzői jogokat jelzi, nem szolgál a cikkben szereplő információk forrásmegjelöléseként.
- Ez a szócikk részben vagy egészben  a   Geschichte Mecklenburgs című német Wikipédia-szócikk fordításán alapul.  Az eredeti cikk szerkesztőit annak laptörténete sorolja fel. Ez a jelzés csupán a megfogalmazás eredetét és a szerzői jogokat jelzi, nem szolgál a cikkben szereplő információk forrásmegjelöléseként.